# Pseudophosphorus norrisii
Pseudophosphorus norrisii – gatunek chrząszcza z rodziny kózkowatych i podrodziny zgrzypikowych. Jedyny przedstawiciel rodzaju Pseudophosphorus.

## Zasięg występowania
Afryka Zachodnia, notowany w Gwinei, Sierra Leone, Wybrzeżu Kości Słoniowej oraz Nigerii.